# Skrehotivka, Kiverți
Skrehotivka (în ucraineană Скреготівка) este un sat în comuna Hremeace din raionul Kiverți, regiunea Volînia, Ucraina.

## Demografie
Componența lingvistică a localității Skrehotivka
     Ucraineană (99,74%)
     Alte limbi (0,26%)
Conform recensământului din 2001, majoritatea populației localității Skrehotivka era vorbitoare de ucraineană (99,74%), existând în minoritate și vorbitori de alte limbi.